# Mangan
Mangan (en hindi: मंगन ) es una localidad de la India, centro administrativo del distrito de Sikkim meridional, estado de Sikkim.

## Geografía
Se encuentra a una altitud de 996 m s. n. m. a 70 km de la capital estatal, Gangtok, en la zona horaria UTC +5:30.

## Demografía
Según estimación 2010 contaba con una población de 1 782 habitantes.